# Stepani
Stepani – wieś w Słowenii, w gminie miejskiej Koper. 1 stycznia 2018 liczyła 15 mieszkańców.